# Серанг (округ)
Серанг (индон. Serang) — округ в индонезийской провинции Бантен. Административный центр округа и столица провинции — город Серанг, являющийся отдельным муниципальным образованием.
В 11 км от города Серанг находится Старый Бантен, историческая столица султаната Бантен. К западу от округа расположен порт Мерак, входящий в состав города Чилегон.
Округ разделён на 28 районов. Высоты округа колеблются от 0 до 1778 м над уровнем моря. Северные области в основном равнинные, на юго-западе расположены горы. Земля плодородная благодаря аллювиальным и вулканическим породам и множеству рек, включая Чиуджунг, Чидуриан, Чибантен, Чипасеуран, Чипасанг.
Большая часть населения округа исповедует ислам.

## Административное деление
Округ делится на следующие районы:
- Аньяр
- Бандунг
- Барос
- Бинуанг
- Боджонегара
- Чаренанг
- Чиканде
- Чикёсал
- Чинанка
- Чиомас
- Чируас
- Гунунгсари
- Джавилан
- Кибин
- Копо
- Крагилан
- Краматвату
- Манчак
- Пабуаран
- Падаринчанг
- Памараян
- Пектир
- Понтанг
- Пулоампел
- Танара
- Тиртаяса
- Тунджунг Теджа
- Варингинкурунг